# Belluno (provincie)
Belluno is een provincie in de Italiaanse regio Veneto. De officiële afkorting is BL.
Belluno is 3677 km² groot en telt 210.000 inwoners.
De provincie Belluno grenst met de klok mee aan de volgende gebieden: Trentino-Zuid-Tirol, Oostenrijk, Friuli-Venezia Giulia en de provincie Treviso (provincie).

## Belangrijke gemeenten en steden
Belluno - Colle Santa Lucia - Cortina d'Ampezzo - Feltre - Mel - Ponte nell'Alpi - Santa Giustina - Sedico

## Bergtoppen
Marmolada - Monte Pore - Tre Cime di Lavaredo

## Grote valleien
Val Fiorentina
Agordo · Alano di Piave · Alleghe · Alpago · Arsiè · Auronzo di Cadore · Belluno · Borca di Cadore · Calalzo di Cadore · Canale d'Agordo · Castellavazzo · Cencenighe Agordino · Cesiomaggiore · Chies d'Alpago · Cibiana di Cadore · Colle Santa Lucia · Comelico Superiore · Cortina d'Ampezzo · Danta di Cadore · Domegge di Cadore · Falcade · Feltre · Fonzaso · Forno di Zoldo · Gosaldo · La Valle Agordina · Lamon · Lentiai · Limana · Livinallongo del Col di Lana · Longarone · Lorenzago di Cadore · Lozzo di Cadore · Mel · Ospitale di Cadore · Pedavena · Perarolo di Cadore · Pieve di Cadore · Ponte nelle Alpi · Quero Vas · Rivamonte Agordino · Rocca Pietore · San Gregorio nelle Alpi · San Nicolò di Comelico · San Pietro di Cadore · San Tomaso Agordino · San Vito di Cadore · Santa Giustina · Santo Stefano di Cadore · Sappada · Sedico · Selva di Cadore · Seren del Grappa · Sospirolo · Soverzene · Sovramonte · Taibon Agordino · Tambre · Trichiana · Vallada Agordina · Valle di Cadore · Vigo di Cadore · Vodo di Cadore · Voltago Agordino · Zoldo Alto · Zoppè di Cadore
Belluno · Padua · Rovigo · Treviso · Venetië · Verona · Vicenza